# 桑威奇 (麻薩諸塞州普查規定居民點)
桑威奇（英語：Sandwich）是位於美國麻薩諸塞州巴恩斯特布爾縣的一個普查規定居民點。

## 人口
根據2020年美國人口普查的數據，桑威奇的面積為9.86平方千米，當中陸地面積為9.39平方千米，而水域面積為0.47平方千米。當地共有人口2998人，而人口密度為每平方千米304.06人。